# The Great Radio Controversy
The Great Radio Controversy es el segundo álbum de la banda de rock estadounidense Tesla, lanzado al mercado por el sello discográfico Geffen Records el 1 de febrero de 1989. 
Las canciones combinan metal de los años ochenta con algunos elementos del blues, así como Power ballad.
Los sencillos "Love Song" y "Heaven's Trail (No Way Out)" recibieron considerables salidas al aire por parte de MTV y llevaron al estrellato a la banda estadounidense.

## Lista de canciones
1. "Hang Tough" (Jeff Keith, Tommy Skeoch, Frank Hannon, Brian Wheat) – 4:21
2. "Lady Luck" (Keith, Skeoch, Hannon, Wheat) – 3:39
3. "Heaven's Trail (No Way Out)" (Keith, Skeoch) – 4:41
4. "Be a Man" (Keith, Hannon, Skeoch) – 4:20
5. "Lazy Days, Crazy Nights" (Keith, Skeoch) – 4:26
6. "Did It for the Money" (Keith, Skeoch, Hannon) – 4:25
7. "Yesterdaze Gone" (Keith, Hannon) – 3:43
8. "Makin' Magic" (Keith, Skeoch, Hannon, Wheat) – 5:03
9. "The Way It Is" (Keith, Troy Luccketta, Skeoch, Hannon) – 5:14
10. "Flight to Nowhere" (Keith, Skeoch, Hannon, Wheat) – 4:43
11. "Love Song" (Keith, Hannon) – 5:20
12. "Paradise" (Keith, Wheat, Hannon) – 4:59
13. "Party's Over" (Keith, Hannon, Skeoch) – 4:24

## Miembros
- Jeff Keith –Vocalista
- Tommy Skeoch – Guitarrista
- Frank Hannon – Guitarrista, solista, pianista.
- Brian Wheat – Bajista
- Troy Luccketta – Baterista